# Dichagyris flammatra
Dichagyris flammatra (tên tiếng Anh: Black Collar) là một loài bướm đêm thuộc họ Noctuidae. Nó được tìm thấy ở miền trung và miền nam châu Âu, Maroc, Algérie, Ai Cập, miền tây Xibia, Armenia, Kavkaz, Thổ Nhĩ Kỳ, Liban, Syria, Iraq, Iran, Tây Tạng, Afghanistan và miền bắc Ấn Độ.
Sải cánh dài 42–50 mm. Con trưởng thành bay từ tháng 5 đến tháng 6 và từ tháng 8 đến tháng 9 tùy theo địa điểm. Có hai lứa trưởng thành một năm.
Ấu trùng ăn wild strawberry và dandelion.